# Tipula (Schummelia) tonnoirana
Tipula (Schummelia) tonnoirana is een tweevleugelige uit de familie langpootmuggen (Tipulidae). De soort komt voor in het Oriëntaals gebied.